# Янгсвілл (Пенсільванія)
Янгсвілл (англ. Youngsville) — місто (англ. borough) в США, в окрузі Воррен штату Пенсільванія. Населення — 1726 осіб (2020).

## Географія
Янгсвілл розташований за координатами 41°51′9″ пн. ш. 79°19′0″ зх. д. / 41.85250° пн. ш. 79.31667° зх. д. (41.852470, -79.316663).  За даними Бюро перепису населення США в 2010 році місто мало площу 3,45 км², уся площа — суходіл.

## Демографія
Згідно з переписом 2010 року, у селищі мешкало 1729 осіб у 740 домогосподарствах у складі 491 родини. Густота населення становила 502 особи/км².  Було 791 помешкання (230/км²).
Расовий склад населення:
| - 98,2 % — білих - 0,5 % — чорних або афроамериканців - 0,2 % — азіатів - 0,1 % — корінних американців |

До двох чи більше рас належало 0,8 %. Частка іспаномовних становила 1,0 % від усіх жителів.
За віковим діапазоном населення розподілялося таким чином: 23,1 % — особи молодші 18 років, 58,5 % — особи у віці 18—64 років, 18,4 % — особи у віці 65 років та старші. Медіана віку мешканця становила 41,9 року. На 100 осіб жіночої статі у селищі припадало 85,1 чоловіків;  на 100 жінок у віці від 18 років та старших — 84,7 чоловіків також старших 18 років.
Середній дохід на одне домашнє господарство  становив 59 394 долари США (медіана — 47 578), а середній дохід на одну сім'ю — 69 390 доларів (медіана — 65 357). Медіана доходів становила 42 100 доларів для чоловіків та 33 875 доларів для жінок. За межею бідності перебувало 8,9 % осіб, у тому числі 12,6 % дітей у віці до 18 років та 2,7 % осіб у віці 65 років та старших.
Цивільне працевлаштоване населення становило 891 особа. Основні галузі зайнятості: освіта, охорона здоров'я та соціальна допомога — 30,1 %, виробництво — 21,3 %, роздрібна торгівля — 12,3 %, транспорт — 5,4 %.